# Tlecuilco
Tlecuilco är en ort i kommunen Ocuilan i delstaten Mexiko i Mexiko. Samhället hade 303 invånare vid folkräkningen år 2020.